# Mycalesis mucianus
Mycalesis mucianus är en fjärilsart som beskrevs av Hans Fruhstorfer 1908. Mycalesis mucianus ingår i släktet Mycalesis och familjen praktfjärilar. Inga underarter finns listade i Catalogue of Life.